# Gare de Coulonges-sur-l’Autize
La gare de Coulonges-sur-l’Autize est une gare ferroviaire française sur une portion fermée de la ligne de La Possonnière à Niort, située sur le territoire de la commune de Coulonges-sur-l’Autize, dans le département des Deux-Sèvres en région Nouvelle-Aquitaine.

## Situation ferroviaire
Établie à 83 mètres d'altitude, la gare de Coulonges-sur-l’Autize est située au point kilométrique (PK) 140,360 de la ligne de La Possonnière à Niort, entre les gares fermées de Benet et de Breuil-Barret.

## Histoire
Cette gare fut inaugurée le 28 décembre 1868, à l’issue d’un processus de conception et de construction s’étendant sur plus de vingt-quatre années. La ligne ferroviaire, reliant Niort à Angers, joua un rôle notable dans l’essor économique régional, facilitant notamment l’acheminement des productions locales, telles que les peaux tannées et les chaux manufacturées.
Le service voyageurs cessa en 1939, bien qu’un omnibus fût rétabli à titre provisoire jusqu’en juin 1946. Le trafic marchandises perdura quant à lui jusqu’au 7 mai 1971, avant que la ligne ne fût définitivement déclassée le 28 août 1973. Désaffectée, l’ancienne gare est aujourd’hui convertie en demeure privée depuis l'an 2000 par un couple britannique.